# 鬧事之徒
《鬧事之徒》（英語：The Instigators）是一部2024年美國搶劫喜劇片，由道格·李曼執導，查克·麥克萊恩（Chuck Maclean）和凱西·艾佛列克編寫劇本，艾佛列克也與麥特·戴蒙合作擔任主演；本片透過戴蒙與班·艾佛列克的藝術家產權公司製作，Apple TV+發行。劇情講述一次拙劣的搶劫導致兩名小賊踏上逃亡，並在此過程中連忙帶走了他們的一名治療師。
《鬧事之徒》2024年8月2日在美國有限上映，2024年8月9日透過Apple TV+全球發行；影評口碑褒貶不一。

## 劇情
在即將到來的波士頓市長選舉之夜，腐敗的現任市長約瑟夫·米切利將在碼頭組織一場慶祝活動，預計獲得大量現金賄賂。黑幫貝塞蓋和德奇科計劃在這筆錢被裝甲車運走之前將其偷走。他們讓下屬史卡沃招募了離婚的海軍陸戰隊老兵羅利及酗酒的前科犯寇比；羅利堅持在此行動中取得32,480美元的份額。羅利努力向治療師李維拉醫生解釋自己的計畫，而寇比的調酒師凱利先生則警告他不要重蹈犯罪之路。
史卡沃、羅利和寇比偷偷從碼頭溜進廚房，卻發現活動現場擠滿了人。候選人馬克·崔贏得了選舉，但米切利拒絕認輸。碼頭的保險箱已經被清空，所以史卡沃轉而打劫米切利及其幕僚，拿走了米切利的手鍊。當警察局長介入時，史卡沃和對方同時開槍打死了對方，寇比肩膀中槍。羅利和寇比乘坐裝甲車逃跑，但發現車廂內還留有一名持槍保全後，放棄了車輛。羅利和寇比躲在凱利的家中，向德奇科求助，但德奇科派布奇和柯拉妮去殺了他們。
追捕竊賊的行動正在進行中，但被搶走的手鍊刻有保險箱密碼，於是米切利委託特別行動小組的法蘭克·圖米私下將其取回。圖米質問德奇科，而羅利向寇比吐露，自己的那筆錢是為了與疏遠的兒子和解。布奇和柯拉妮來謀殺兩名竊賊並取走手鍊，但寇比切斷了房子的煤氣管道。房子爆炸時，羅利和寇比帶著手鍊逃走。
羅利將寇比帶到李維拉醫生面前，李維拉為了免於刑責而自願當他們的人質。李維拉治療了寇比的槍傷，但隨後報警，導致羅利和寇比開走李維拉的車逃亡；李維拉仍然決心幫助羅利，於是上了車。隨後一場飛車追逐在街頭上演，他們在警方的高速追捕中成功逃脫，並躲進凱利還未開門的酒吧，但圖米找到了他們並帶走了李維拉及手鍊。在警察的包圍下，寇比再次切斷了煤氣管道，並在酒吧爆炸時與羅利一起逃脫。
寇比記下了密碼後，與羅利前往市長辦公室。他們偽裝成消防員，拉響了市政廳的火警警報，然後潛入了建築內。他們和市長的律師艾倫·弗林一起將自己鎖在市長辦公室裡。他們打開米切利的保險箱，發現了數百萬美元的非法現金，而弗林表自願出庭作證指控米切利，並給了他們兩枚硬碟，裡面有市長不當行為的證據。警察包圍了市政廳並開槍，打傷了寇比的肩膀。李維拉被派去與竊賊談判，與弗林一起離開大樓，而羅利和寇比將保險箱推出窗外，引發外面的人群爭相前往搶奪鈔票。在混亂中，羅利及寇比乘坐消防車逃脫，但很快被圖米攔下。兩人向對方提供了硬碟，以換取自由，但圖米仍將兩人拘留。
與此同時，貝塞蓋和德奇科逃進一間小屋，試圖步行到達加拿大邊境，而米切利被捕。崔上任後獲得了硬碟，其中保存著價值1億美元的無法追蹤資金去向的帳戶資訊。崔意識到只要不起訴羅利和寇比，他就能把錢據為己有，於是放了他們。羅利與兒子重新修復關係，而寇比則拜訪了李維拉。在片尾片段中，貝塞蓋和德奇科被發現凍死在荒野中。

## 演員
- 麥特·戴蒙飾演羅利（Rory）
- 凱西·艾佛列克飾演寇比·墨菲（Cobby Murphy）
- 周洪飾演唐娜·李維拉醫生（Dr. Donna Rivera）
- 保羅·華特·豪澤飾演布奇（Booch）
- 麥可·斯圖巴飾演貝塞蓋先生（Mr. Besegai）
- 文·雷姆斯飾演法蘭克·圖米（Frank Toomey）
- 阿尔弗雷德·莫里纳飾演瑞奇·德奇科（Richie Dechico）
- 陶比·瓊斯飾演艾倫·弗林（Alan Flynn）
- 傑克·哈洛飾演史卡沃（Scalvo）
- 朗·普尔曼飾演米切利市長（Mayor Miccelli）
- 安德烈·德·希尔兹（英语：André De Shields）飾演凱利先生（Mr. Kelly）
- 罗布·格隆考夫斯基飾演他自己
- 羅尼·趙（Ronnie Cho）飾演馬克·崔（Mark Choi）
- 絲柯特·巴克斯（Scout Backus）飾演柯拉妮（Colani）

## 製作
據2022年12月的報導，Apple TV+已獲得該項目的版權，電影由道格·李曼擔任導演，麥特·戴蒙和凱西·艾佛列克主演；戴蒙還透過和班·艾佛列克合開的製片公司藝術家產權參與製片。2023年2月，周洪簽約參演，保羅·華特·豪澤、麥可·斯圖巴、文·雷姆斯、阿尔弗雷德·莫里纳和朗·普尔曼於次月加入演出陣容。4月，傑克·哈洛加入劇組。
電影2023年3月在波士頓開始主要拍攝。

## 發行
《鬧事之徒》2024年8月2日在美國有限上映，2024年8月9日在Apple TV+全球上線。

## 反響
本片在影評界口碑褒貶不一。在爛番茄網站上根據155名影評人的評分，新鮮度達40%，平均得分5／10。該網站的共識影評：「凱西·艾佛列克與麥特·戴蒙傻瓜般的融洽關係帶來了一些魅力，但這則悠閒的冒險故事因低迷的平鋪直敘，最終導致分崩離析。」在Metacritic網站上，電影根據38名影評人的評分，取得48分（滿分100），象徵「好壞參半的評價」。

## 續集
2024年9月，艾佛萊克和戴蒙表示，他們正在與蘋果高層就主演續集進行初步洽談，李曼有望回歸執導。

## 外部連結
- 互联网电影数据库（IMDb）上《鬧事之徒》的资料（英文）